# Eduardo Méndez Gaa
Eduardo Méndez Gaa (nacido en Montevideo el 3 de noviembre de 1969) es un periodista y publicista germano-uruguayo. Desde julio de 2011 hasta junio de 2020 se desempeñó como jefe adjunto y subdirector de noticias de señal de Deutsche Welle para Latinoamérica con sede en Berlín.

## Biografía
Creció siendo bilingüe español-alemán, a raíz de estudiar en un colegio alemán de Montevideo. Los estudios secundarios los realizó en Merklingen y luego en Leonberg, Alemania, país donde se radicó en 1981. Después de estudiar ciencias políticas y sociología en la Universidad de Stuttgart, en el año 2000 comenzó a trabajar en la Deutsche Welle en Berlín.
En 2000 trabajó como guionista de United Visions (incluyendo los canales de televisión Mitteldeutscher Rundfunk, ProSieben, entre otros). También colaboró en la cadena ARD y en la radio Deutschlandradio. Como productor, realizó, entre otros los informativos de DW-TV. 
De 2006 a 2008 editó la revista cultural en idioma español B2 magazine. La revista le creó en 2006, junto con una argentina en la capital alemana. La idea fue crear una revista cultural y una guía para los jóvenes hispanohablantes que emigraban o visitaban Alemania. En junio de 2007 formó parte de un festival de cultura urbana en Berlín.
En 2009 produjo para DW una emisión especial sobre el 20 aniversario de la caída del muro de Berlín y en 2010 dos programas especiales en Berlín y México, de la serie Debates del Bicentenario, por el 200 aniversario de los movimientos de independencia de América Latina. Desde 2011 es jefe adjunto de DW (Latinoamérica). En 2012 contribuyó a la reorientación y cambio de imagen de la señal español de la DW. 
También es responsable de contenidos y presencia en redes sociales de dicha cadena. Desde septiembre de 2015 hasta octubre de 2016 asumió una corresponsalía temporal en Bogotá, cubriendo el proceso de paz en Colombia. Hasta julio de 2020 fue subdirector de noticias de DW en español.
En otro ámbito, Méndez-Gaa es productor de música electrónica con el proyecto berlinés Kultkombinat.